# Musik wegen Weibaz
Musik wegen Weibaz ist das siebte Soloalbum des Berliner Rappers Bass Sultan Hengzt. Es erschien am 15. Mai 2015 über das Label No Limits als Standard-, Premium- und Limited-Edition, inklusive drei Bonussongs, Instrumentals und T-Shirt.

## Produktion
Das Album wurde von dem Rapper und Musikproduzent Serk, Bass Sultan Hengzt selbst, Paul Blaze und Kaiserbase produziert.

## Covergestaltung und Kontroverse
Das Albumcover der Standard-Edition zeigt eine männliche Person in Anzug und mit aufgesetztem, weißen Hasenkopf. Daneben steht eine brünette Frau, die ihr Bein nach oben spreizt. Im Hintergrund sind eine Wand, an der Schwarz-weiß-Bilder aufgehängt sind sowie ein Sofa, auf dem bunte Textilien liegen, zu sehen. Rechts oben befinden sich die Schriftzüge BSH und Bass Sultan Hengzt in Weiß bzw. Gelb. Der Titel Musik wegen Weibaz steht in gelben Buchstaben auf schwarzem Grund rechts unten im Bild.
Am 22. Februar 2015 veröffentlichte Bass Sultan Hengzt auf Facebook das Cover der Premium-Edition, auf dem sich zwei Männer küssen. Dieses löste unter den Fans des Rappers zum Teil homophobe Reaktionen aus, woraus eine Diskussion über Homophobie im Hip-Hop entflammte.

## Gastbeiträge
| Professionelle Bewertungen | Professionelle Bewertungen |
| -------------------------- | -------------------------- |
| Kritiken                   |                            |
| Quelle                     | Bewertung                  |
| laut.de                    | [ 4 ]                      |
| rappers.in                 | [ 5 ]                      |

Auf sechs bzw. acht Liedern des Albums sind neben Bass Sultan Hengzt andere Künstler zu hören. So hat der Mitproduzent und Rapper Serk Gastauftritte bei den Songs Prototyp Frauenschwarm, Herz und Bombe platziert sowie im Bonustrack 100% Ich. Die Gruppe Poprockz, zu der neben Bass Sultan Hengzt und Serk auch Produes gehört, ist auf Kein zurück mehr und dem Bonustitel Keine ist wie du vertreten. Außerdem hat der Rapper Harris einen Gastbeitrag beim Stück Bad Girlz und der Musiker Kaiserbase ist auf Ride On zu hören.

## Titelliste
| #  | Titel                              | Gastbeiträge | Länge |
| -- | ---------------------------------- | ------------ | ----- |
| 1  | Intro                              |              | 2:16  |
| 2  | Bisschen mehr                      |              | 3:25  |
| 3  | I Love Haters                      |              | 3:07  |
| 4  | Hände hoch                         |              | 3:02  |
| 5  | Flasche mit Licht (Ich feier mich) |              | 2:52  |
| 6  | Farben                             |              | 3:17  |
| 7  | Prototyp Frauenschwarm             | Serk         | 2:59  |
| 8  | Herz                               | Serk         | 3:26  |
| 9  | Bombe platziert                    | Serk         | 3:09  |
| 10 | Kein Zurück mehr                   | Poprockz     | 3:15  |
| 11 | Der PartyMaker                     |              | 2:58  |
| 12 | Bad Girlz                          | Harris       | 3:11  |
| 13 | Ride On                            | Kaiserbase   | 3:00  |

Bonussongs der Premium-Edition
| #  | Titel            | Gastbeiträge | Länge |
| -- | ---------------- | ------------ | ----- |
| 14 | Keine ist wie du | Poprockz     | 3:56  |
| 15 | 100% Ich         | Serk         | 3:09  |
| 16 | Maschine         |              | 2:47  |

+ Instrumentals

## Chartplatzierungen und Singles
Musik wegen Weibaz stieg am 22. Mai 2015 für eine Woche auf Platz 18 in die deutschen Albumcharts ein.
Am 2. und 31. März 2015 wurden Musikvideos zu den Liedern I Love Haters und Flasche mit Licht (Ich feier mich) veröffentlicht. Zudem erschien am 13. April 2015 ein 7-minütiges Snippet zum Album, bevor Videos zu den Songs Farben und Bisschen mehr veröffentlicht wurden. Die ersten drei Tracks wurden ebenfalls als Singles zum Download ausgekoppelt.